# Esteban Paredes
Esteban Efraín Paredes (Santiago, 1 augustus 1980) is een Chileens betaald voetballer die als aanvaller speelt.

## Clubcarrière
Paredes staat sinds 2013 onder contract bij de Mexicaanse club Querétaro FC na eerder onder meer gespeeld te hebben voor Santiago Morning en Colo-Colo.

## Interlandcarrière
Onder leiding van bondscoach Nelson Acosta maakte Paredes, bijgenaamd Visogol, zijn debuut voor het Chileens voetbalelftal op 16 augustus 2006 in de vriendschappelijke thuiswedstrijd tegen Colombia (1-2), net als Gonzalo Fierro. Hij nam met zijn vaderland deel aan het WK voetbal 2010 in Zuid-Afrika en de strijd om de Copa América 2011 in buurland Argentinië. Paredes maakte eveneens deel uit van de selectie van bondscoach Jorge Sampaoli bij het WK voetbal 2014 in Brazilië.

## Erelijst
| Competitie                |              |                                    |              |              |
| Competitie                | Aantal       | Jaren                              |              |              |
| Puerto Montt              | Puerto Montt | Puerto Montt                       | Puerto Montt | Puerto Montt |
| ------------------------- | ------------ | ---------------------------------- | ------------ | ------------ |
| Primera B de Chile        | 1x           | 2002                               |              |              |
| Santiago Morning          |              |                                    |              |              |
| Primera B de Chile        | 1x           | 2005                               |              |              |
| Colo-Colo                 |              |                                    |              |              |
| Primera División de Chile | 4x           | 2009 (C), 2014 (C), 2015 (A), 2017 |              |              |
| Copa Chile                | 1x           | 2016                               |              |              |
| Supercopa Chile           | 1x           | 2017, 2018                         |              |              |

| Individueel                         |    |                                                  |
| Topscorer Primera B de Chile        | 1x | 2005                                             |
| Topscorer Primera División de Chile | 5x | 2009 (A), 2011 (C), 2014 (C), 2014 (A), 2015 (C) |